# Karl Haberl
Karl Haberl (* 22. Januar 1833 in Wien; † 20. November 1908 in Wiener Neustadt) war ein Niederösterreichischer Kommunalpolitiker, Bürgermeister von Wiener Neustadt und Landmarschall-Stellvertreter.
Haberl studierte Jus an der Universität Wien, wurde zum Dr. jur. promoviert und war ab 1868 Hof- und Gerichtsadvokat. Ab 1892 war er Ausschussmitglied der Advokatenkammer und viermal Vizebürgermeister von Wiener Neustadt. 1886 wurde er nach dem Tod des Vorgängers Josef Pöck zum Bürgermeister gewählt. Er legte das Amt 1897 vor einer Wahl nieder und Franz Kammann folgte ihm als Bürgermeister nach. Im selben Zeitraum (1886 bis 1896) war er Abgeordneter zum Landtag von Niederösterreich. Von 1894 bis 1896 war er zusätzlich Landmarschall-Stellvertreter.
Sein Enkel war der Rechtsanwalt Anton Piëch, Schwiegersohn von Ferdinand Porsche und Vater von Ferdinand Piëch.